# Endorama
Albums de Kreator
Outcast
(1997) Violent Revolution
(2001)
Endorama est le neuvième album studio du groupe de Thrash metal allemand Kreator. L'album est sorti le 20 avril 1999 sous le label Drakkar Records.
Il s'agit de l'album de Kreator dont les éléments et influences de metal gothique sont le plus mises en avant. C'est sur cet album que cet aspect de la musique du groupe est le plus distinguable.
Tilo Wolff, le chanteur du groupe de metal gothique suisse Lacrimosa, est le second vocaliste sur le titre éponyme de l'album.
La version japonaise de l'album contient en plus le titre Children of a Lesser God.

## Musiciens
- Mille Petrozza - Chant, Guitare
- Tommy Vetterli - Guitar, Claviers
- Christian Giesler - Basse
- Jürgen Reil - Batterie

### Musiciens de session
- Tilo Wolff (du groupe Lacrimosa) - Chant sur le titre Endorama

## Liste des morceaux
1. Golden Age - 4:51
2. Endorama - 3:20
3. Shadowland - 4:27
4. Chosen Few - 4:30
5. Everlasting Flame - 5:23
6. Passage to Babylon - 4:24
7. Future King - 4:44
8. Entry - 1:05
9. Soul Eraser - 4:30
10. Willing Spirit - 4:36
11. Pandemonium - 4:10
12. Tyranny - 4:01
13. Children of a Lesser God (édition japonaise uniquement)